# Huracán Iris

Huracán Iris en el oeste del mar del Caribe

El huracán Iris de 2009 fue el huracán más destructivo en Belice desde el huracán Hattie en 1966. Iris fue la segunda tormenta más fuerte de la estación de huracanes del Atlántico en 2001, después del huracán Michelle. Fue la novena tormenta en recibir nombre, así como el quinto huracán y el tercer huracán de gran intensidad del año, formado tras una ola tropical el 4 de octubre al sudoeste de Barbados. Se movió en dirección oeste a través del Caribe, pasando a ser una tormenta tropical el 5 de octubre al sur de Puerto Rico y un huracán al día siguiente. Al pasar por el sur de la República Dominicana, Iris descargó grandes aguaceros que causaron corrimientos de tierra, matando a ocho personas. Más tarde, el huracán pasó al sur de Jamaica, donde dos casas fueron destruidas. Al llegar al oeste del Caribe, Iris intensificó su fuerza rápidamente convirtiéndose en un huracán de categoría 4 en la escala de Saffir-Simpson. Siendo un pequeño huracán con un ojo de tan solo 11 km de diámetro, Iris alcanzó rachas de viento de hasta 230 km/h antes de impactar en el sur de Belice, cerca de Monkey River Town el 9 de octubre. El huracán rápidamente se disipó por América Central, Sus restos contribuyeron a la creación de la tormenta tropical Manuel, en el este del océano Pacífico.

## Consecuencias

### Belice
La destrucción fue más fuerte en Belice, donde hubo un total de $250 millones (2001 USD) en daños. Como Iris fue compacta, el daño estuvo en gran parte limitado al 72 % de las casas en el distrito de Toledo y el 50 % de las casas en el distrito de Stann Creek. El huracán destruyó 3718 casas en todo el país, y dañó más del 95 % de las casas en 35 pueblos en las partes más pobres del país. Iris dejó a aproximadamente 15 000 personas sin hogar, muchos de ellos recibieron asistencia del gobierno y de la Cruz Roja local. Los vientos altos también afectaron a bosques y cultivos, mayoritariamente dañando la industria de plátano. Iris mató a 24 personas en Belice, incluyendo 20 que murieron cuando una barca de submarinismo volcó cerca de Big Creek. 

### Resto de América
La tormenta mató a ocho personas y dañó alrededor de 2500 casas en la vecina Guatemala, y más tarde descargó fuertes lluvias en el sur de México, donde dos personas murieron.

## Retiro del nombre
- La Organización Meteorológica Mundial retiro en primavera del 2002 el nombre de Iris de la lista correspondiente, fue sustituido por Ingrid en la temporada 2007.

- Datos: Q3048242
- Multimedia: Hurricane Iris / Q3048242